# Лондонский конкурс струнных квартетов
Лондонский международный конкурс струнных квартетов (англ. London International String Quartet Competition), с 2010 г. Вигмор-холлский международный конкурс струнных квартетов (англ. Wigmore Hall International String Quartet Competition) — конкурс струнных квартетов, исполняющих академическую музыку, основанный в 1979 г. в Лондоне Иегуди Менухиным и Ифрой Ниманом. Конкурс проходит раз в три года.
Конкурс проводился Лондонским фондом струнных квартетов (англ. London String Quartet Foundation), а в 2010 году перешёл под управление администрации известного лондонского концертного зала Вигмор-холл. Сумма первой премии — Премии имени Менухина — составила в 2006 г. 12000 фунтов, в 2015 г. первая премия составляет 10000 фунтов. На конкурсе присуждались или присуждаются также ряд дополнительных призов, в том числе приз Эстерхази (за лучшее исполнение квартетов Гайдна), приз Амадеус (за лучшее исполнение квартетов Моцарта) и приз зрительских симпатий.

## Победители конкурса
- 1979 — Квартет Такача (Венгрия)
- 1982 — Квартет Хаген (Австрия)
- 1985 — Квартет Александера (США)
- 1988 — Квартет Ванбру (Ирландия)
- 1991 — Квартет имени Вигана (Чехия)
- 1994 — Vellinger String Quartet (Великобритания)
- 1997 — Квартет имени Ауэра (Венгрия)
- 2000 — Квартет имени Казальса (Испания)
- 2003 — Квартет «Атриум» (Россия)
- 2006 — Формоза-квартет (Тайвань—США)
- 2009 — Датский струнный квартет (Дания)
- 2012 — Квартет «Аркадия» (Румыния)
- 2015 — Квартет Ван Кёйка (Франция)